# Тынбаевский сельсовет
Тынбаевский сельсовет — муниципальное образование в Мишкинском районе Башкортостана.
Административный центр — деревня Тынбаево.

## История
Согласно Закону о границах, статусе и административных центрах муниципальных образований в Республике Башкортостан имеет статус сельского поселения.

## Население
| 2002  | 2009  | 2010  | 2012  | 2013  | 2014  | 2015  |
| ----- | ----- | ----- | ----- | ----- | ----- | ----- |
| 1681  | ↘1579 | ↘1425 | ↘1377 | ↘1337 | ↘1310 | ↘1271 |
| 2016  | 2017  | 2018  |       |       |       |       |
| ↘1252 | ↘1179 | ↘1134 |       |       |       |       |

В сельсовете живут практически исключительно марийцы.

## Состав сельского поселения
| № | Населённый пункт | Тип населённого пункта          | Население |
| - | ---------------- | ------------------------------- | --------- |
| 1 | Тынбаево         | деревня, административный центр | ↘397      |
| 2 | Старокульчубаево | деревня                         | ↘400      |
| 3 | Изимарино        | деревня                         | ↘312      |
| 4 | Токтарово        | деревня                         | ↘162      |
| 5 | Новониколаевка   | деревня                         | ↘154      |